# 205
205 (CCV) je bilo navadno leto, ki se je po julijanskem koledarju začelo na torek.

## Dogodki
- na Kitajskem se konča upor rumenih turbanov, ki se je začel okoli marca 184